# Friedrich Spielhagen
Friedrich Spielhagen (n. 24 februarie 1829, Magdeburg, Regatul Prusiei – d. 25 februarie 1911, Berlin, Germania) a fost un romancier, teoretician literar și traducător german. El a încercat mai multe meserii pe când avea aproximativ 20 de ani, dar la 25 de ani a început să scrie și să traducă. Romanul său cel mai cunoscut este Sturmflut, în timp ce romanul In Reih' und Glied a avut mare succes în Rusia.

## Viața
Spielhagen s-a născut în Magdeburg și s-a mutat cu părinții la Stralsund, unde tatăl său a fost numit arhitect guvernamental în 1835. A urmat cursurile gimnaziului din Stralsund, a studiat dreptul și apoi literatura și filosofia la universitățile din Berlin, Bonn și Greifswald.
La Bonn, el a fost un membru al Burschenschaft Franconia, din care mai făceau parte la acel moment Carl Schurz, Johannes Overbeck, Julius Schmidt, Carl Otto Weber, Ludwig Meyer și Adolf Strodtmann. În Amintirile sale, Schurz îl reamintește pe Spielhagen ca o persoană „în care, în ciuda caracterului său rezervat și oarecum distant, am recunoscut cu toții un om de o rară erudiție și noblețe morală, și care a devenit mai târziu o stea de primă mărime printre romancierii secolului”.
După ce a părăsit universitatea, el a încercat să lucreze ca profesor particular, actor, militar și profesor la o școală din Leipzig, dar după moartea tatălui său în 1854 s-a dedicat în întregime scrisului. În 1859 a devenit redactor al Zeitung für Norddeutschland (Ziarul pentru Germania de Nord) din Hanovra și apoi, în 1862, s-a mutat la Berlin, unde a editat mai târziu Westermanns illustrirte deutsche Monatshefte (Revista ilustrată lunară germană a lui Westermann) în perioada 1878-1884.
Ca traducător, Spielhagen a tălmăcit în germană Howadji de George William Curtis, Trăsături englezești de Ralph Waldo Emerson, o selecție de poezii americane (1859; ed. a II-a, 1865), și Lorenzo de' Medici de William Roscoe. El a tradus, de asemenea, din franceză unele lucrări minore ale lui Jules Michelet: L'amour, La femme, La mer.
S-a căsătorit cu Therese Boutin (1835-1900) cu care a avut o fiică, Elsa Spielhagen (1866-1942). El a murit pe 25 februarie 1911. Există străzi numite după el în orașul natal Magdeburg, precum și în cele trei orașe în care a trăit: Stralsund, Hanovra și Berlin.

## Opera

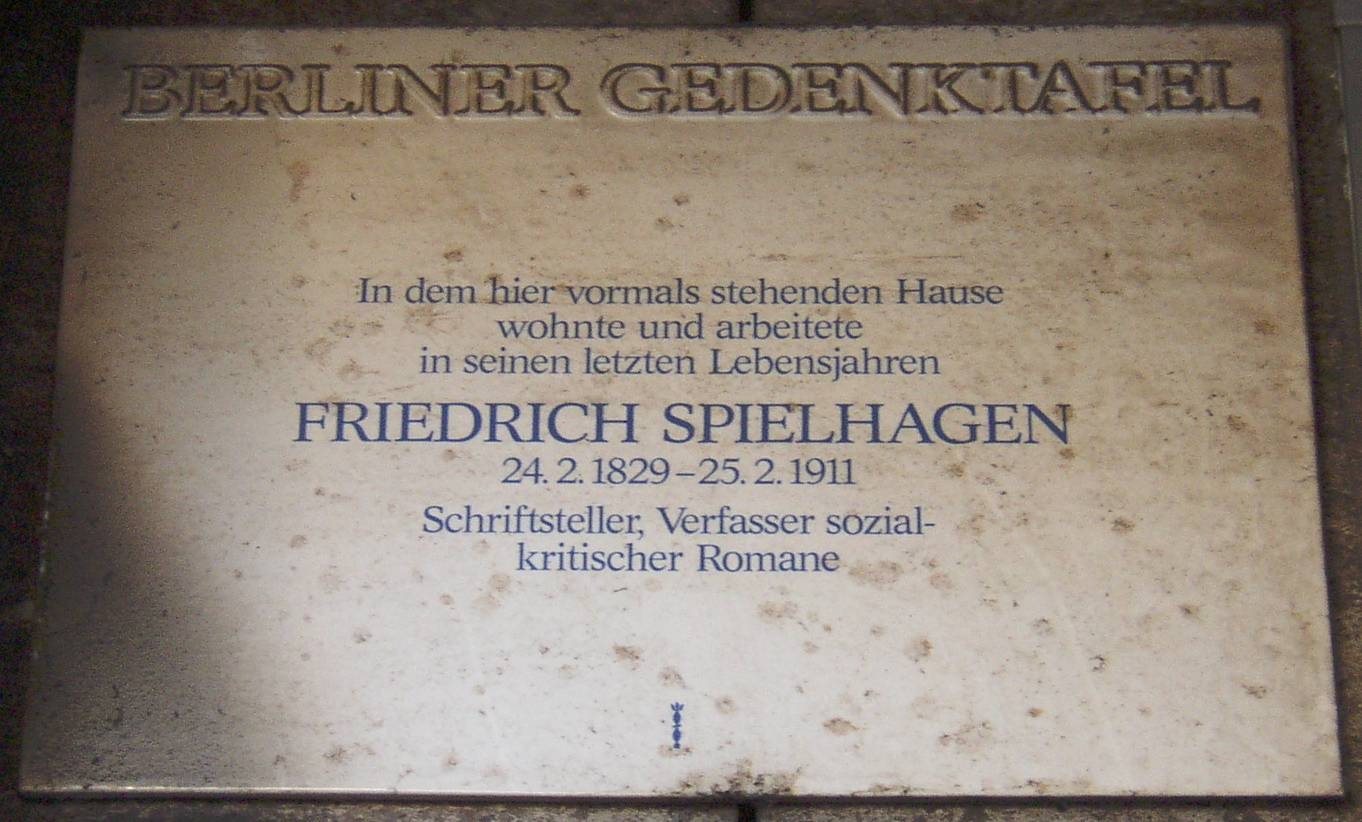
Placă memorială din Berlin

După ce a publicat Clara Vere (1857) și Auf der Düne (1858), care nu au avut parte de mare succes, el a început să scrie pentru ziare și reviste. În 1861 a dat lovitura cu romanul Problematische Naturen (1860-1861; tradus în limba engleză cu titlul „Problematic Characters” de către prof. Schele de Vere, New York, 1869); acesta a fost urmat un an mai târziu de o continuare, Durch Nacht zum Licht (tradus în limba engleză, „Through Night to Light”, de prof. Schele de Vere, New York, 1869), apoi de către Die von Hohenstein (1863; tradus în limba engleză, „The Hohensteins”, de prof. Schele de Vere, 1870), In Reih' und Glied (1866), Hammer und Amboß (1869; tradus în limba engleză, „Hammer and Anvil”, de William Parte Browne, 1873), Deutsche Pioniere (1870), Allzeit voran (1872), Was die Schwalbe sang (1873; tradus în limba engleză, „What the Swallow Sang”, 1873), Ultimo (1874), Liebe für Liebe (o dramă, care a fost scrisă la Leipzig; 1875), Sturmflut (inspirat de criza financiară din Berlin ce a urmat Războiului Franco-Prusac; 1876), Plattland (1878), Quisisana (1880), Angela (1881), Uhlenhans (1884), Ein neuer Pharao (1889), Faustulus (1897) și Freigeboren (1900), printre multe altele. În prezent, Sturmflut este opera sa literară cea mai cunoscută, deși este disponibilă în prezent doar într-o formă prescurtată. Scrierile ulterioare ale lui Spielhagen au fost dedicate aproape în întregime teoriei literare.
Operele complete ale lui Spielhagen (Sämtliche Werke) au fost publicate în 1871 în șaisprezece volume și în 1878 în paisprezece volume. A urmat publicarea colecțieiSämtliche Romane în 1898 (22 volume), urmată de o nouă serie în 1902. În 1890 și-a publicat autobiografia intitulată Finder und Erfinder (2 vol., 1890).
Romanul său In Reih' und Glied, tradus în limba rusă ca Один в поле не воин [literal Odin v pole ne voin, proverb care înseamnă „Un om de pe câmp nu este un războinic” sau „Un om singur nu poate câștiga un război”] (1867-1868), cu protagonistul său revoluționar Leo (inspirat de Ferdinand Lassalle), a fost extrem de popular în Rusia, iar astfel toate romanele sale au fost ulterior traduse acolo cel puțin o dată, fiind publicate ediții de colecție în 1895 (8 vol.) și 1898 (30 vol.).

## Legături externe
- Lucrări de Friedrich Spielhagen la Proiectul Gutenberg